# Wanda (Minnesota)
Wanda – miasto w Stanach Zjednoczonych, w stanie Minnesota, w hrabstwie Redwood.